# Nina Žižić
Nina Žižić (Nikšić, 20 de abril de 1985) es una cantante montenegrina. Representó a Montenegro en el Festival de la Canción de Eurovisión 2013 con la canción "Ingranka" junto a los Who See y, de nuevo, en 2025, como solista, con la canción "Dobrodošli".

## Carrera
Nacida en la República Socialista de Montenegro, Nina Žižić asistió a la Universidad de Montenegro en Podgorica, donde estudió inglés y literatura.
Su carrera musical comenzó en 2004, cuando se unió al girl group Negre, con el que participó en Evropesma, la selección de Serbia y Montenegro para el Festival de la Canción de Eurovisión, quedando tercera con la canción "K'o nijedna druga". Tras abandonar el grupo en 2006 para dedicarse a su carrera en solitaria, Žižić participó en Montevizija, la preselección montenegrina para seleccionar a los candidatos regionales al Evropesma, quedando en 17.ª posición con la canción "Potraži me".
En diciembre de 2012, RTCG anunció que los Who See representaría a Montenegro en el Festival de la Canción de Eurovisión 2013 celebrado en Malmö junto con un "artista secreto", que luego se reveló que era Žižić. Su entrada fue la canción "Igranka". La canción fue interpretada en la primera semifinal el 14 de mayo de 2013, pero quedó en el puesto 12 con 41 puntos, sin poder clasificarse para la final.
En 2021, Žižić fue miembro del jurado interno para seleccionar la candidatura de Montenegro para el Festival de la Canción de Eurovisión 2022.
Tras varios años de inactividad, volvió a publicar música en 2023 con el sencillo "Paranoican". Al año siguiente, fue confirmada entre los participantes de Montesong 2024, la nueva selección que designaba al representante montenegrino en el Festival de la Canción de Eurovisión 2025, con la canción "Dobrodošli". En la noche del concurso, donde recibió las mejores puntuaciones del jurado de expertos, quedó en segundo lugar de dieciséis participantes, cediendo la victoria a los NeonoeN con su "Clickbait". Tras la retirada de los Neonoen debido a una violación de las reglas, Nina Žižić fue seleccionada internamente por RTCG como representante nacional en Basilea.

## Discografía

### Sencillos
| Título                  | Año  | Álbum                                    |
| ----------------------- | ---- | ---------------------------------------- |
| "Rijeka suza"           | 2006 | Sencillos que no forman parte de álbumes |
| "Potraži me"            | 2006 | Sencillos que no forman parte de álbumes |
| "Strogo povjerljivo"    | 2007 | Sencillos que no forman parte de álbumes |
| "Druga u meni"          | 2008 | Sencillos que no forman parte de álbumes |
| "Sve što želim"         | 2008 | Sencillos que no forman parte de álbumes |
| "Ja te moliti neću"     | 2009 | Sencillos que no forman parte de álbumes |
| "Zabranjujem"           | 2011 | Sencillos que no forman parte de álbumes |
| "Odlazi"                | 2012 | Sencillos que no forman parte de álbumes |
| "Sama kriva"            | 2013 | Sencillos que no forman parte de álbumes |
| "KliK" (con Wikluh Sky) | 2013 | Sencillos que no forman parte de álbumes |
| "Kiss you, goodbye"     | 2016 | Sencillos que no forman parte de álbumes |
| "Paranoičan"            | 2023 | Sencillos que no forman parte de álbumes |
| "Dobrodošli"            | 2024 | Sencillos que no forman parte de álbumes |

### Como artista invitada
| Título          | Año  | Otros artistas | Álbum                                    |
| --------------- | ---- | -------------- | ---------------------------------------- |
| "Igranka"       | 2013 | Who See        | Sencillos que no forman parte de álbumes |
| "Common Dreams" | 2023 | Dolce Hera     | Sencillos que no forman parte de álbumes |